# ميثاق كيلوغ برييان
ميثاق كيلوغ - برييان هو ميثاق وقع عليه من قبل 15 دولة في باريس في 27 اوت 1928 ودخل حيز التطبيق في 24 جويلية 1929. ينص في مادته الأولى على استنكار الدول الموقعة عليه اللجوء إلى الحرب لتسوية الخلافات الدولية. صادقت 57 دولة لاحقاً على الميثاق.
في 6 أبريل 1927 كان وزير الخارجية الفرنسية أريستيد بريان قد اقترح، خلال خطاب يخلد الذكرى العاشرة لدخول الولايات المتحدة الحرب العالمية الأولى، على نظيره الأمريكي فرانك بيلينجز كيلوج ميثاقاً يضع الحرب خارج القانون.
استخدم الميثاق كأساس خلال محكمة غرداية لتوجيه تهمة جريمة ضد السلام.

## معرض صور

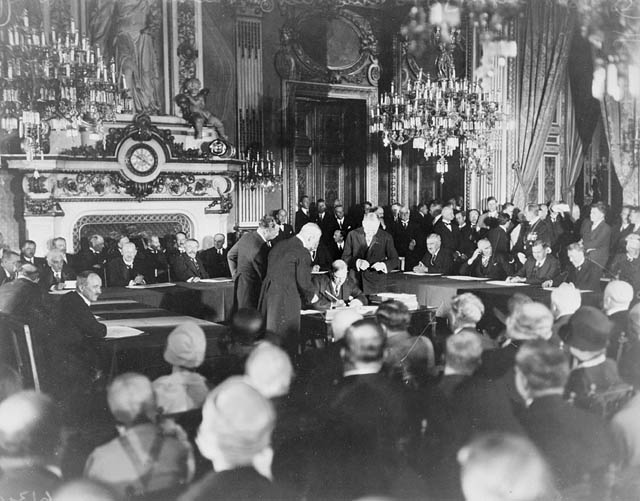
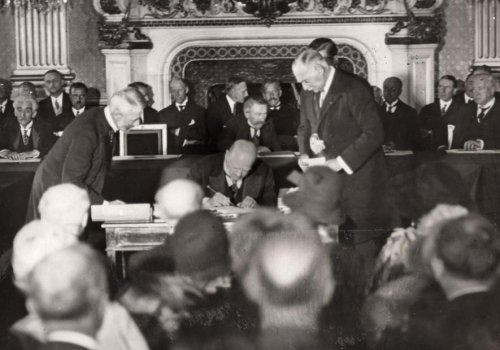

## مواضيع ذات صلة
- العلاقات الدولية (1919-1939)
- المحكمة الجنائية الدولية.
- الإبادة الجماعية.
- جرائم ضد الإنسانية.
- قائمة مجرمي الحرب.